# Jaouad Syoud
Jaouad Syoud, né à Constantine le 17 septembre 1999, est un nageur algérien.

## Carrière
Aux Jeux africains de 2019, Jaouad Syoud remporte la médaille d'or du 200 mètres papillon et du 200 mètres quatre nages ainsi que la médaille de bronze du 4 × 100 mètres quatre nages et du 4 × 100 mètres nage libre mixte.
En 2020, il est intégré dans l'équipe de l'Olympic Nice Natation.
Il remporte aux Championnats d'Afrique de natation 2021 à Accra la médaille d'or sur 100 mètres papillon et sur 200 mètres quatre nages ainsi que la médaille de bronze sur 100 mètres brasse.
Il obtient aux Championnats d'Afrique de natation 2022 à Tunis la médaille d'or sur 50, 100 et 200 mètres dos, 200 mètres papillon, 200 et 400 mètres 4 nages et sur 4 × 100 mètres 4 nages ainsi que la médaille d'argent sur 100 mètres papillon, 4 × 100 mètres nage libre, 4 × 100 mètres nage libre mixte, et 4 × 100 mètres 4 nages mixte.
Durant les Jeux panarabes de 2023  dans son pays, l' Algérie, il réussit à faire un sans faute avec 11 médailles d'or sur autant de courses disputées, et établissant  par la même occasion 4 nouveaux records dans les Jeux panarabes. Voici les courses en question qu'il a remporté : 400 m 4 nages, 200 m 4 nages, 200 m papillon, 100 m papillon, 50 m papillon, 50 m brasse, 4x100 m libre, 4x200 m libre, 4x100 m 4 nages, 4x100 libre mixte et 4x100 m 4 nages mixte.
Il est médaillé d'or sur 200 mètres brasse, 200 mètres quatre nages et 400 mètres quatre nages ainsi qu'en relais mixte 4 x 100 m nage libre, médaillé d'argent sur 200 mètres papillon, 100 mètres brasse, en relais 4 x 100 mètres nage libre, 4 x 100 mètres quatre nages mixte et 4 x 200 mètres nage libre,  et médaillé de bronze sur 50 mètres brasse et en relais 4 x 100 mètres quatre nages aux Championnats d'Afrique de natation 2024 à Luanda,.
Lors des Jeux olympiques d'été de 2024, il est demi-finaliste sur 200 mètres quatre nages. 

## Palmarès

### Championnats d'Afrique
- Championnats d'Afrique de natation 2024 à Luanda
  -  Médaille d'or du 200 m brasse
  -  Médaille d'or du 200 m 4 nages
  -  Médaille d'or du 400 m 4 nages
  -  Médaille d'or du 4 × 100 m nage libre mixte
  -  Médaille d'argent du 200 m papillon
  -  Médaille d'argent du 100 m brasse
  -  Médaille d'argent du 4 × 100 m nage libre
  -  Médaille d'argent du 4 × 200 m nage libre
  -  Médaille d'argent du 4 × 100 m 4 nages mixte
  -  Médaille de bronze du 50 m brasse
  -  Médaille de bronze du 4 × 100 m 4 nages
- Championnats d'Afrique de natation 2022 à Tunis
  -  Médaille d'or du 50 m brasse
  -  Médaille d'or du 100 m brasse
  -  Médaille d'or du 200 m brasse
  -  Médaille d'or du 200 m papillon
  -  Médaille d'or du 200 m 4 nages
  -  Médaille d'or du 400 m 4 nages
  -  Médaille d'or du 4 × 100 m 4 nages
  -  Médaille d'argent du 100 m papillon
  -  Médaille d'argent du 4 × 100 m nage libre
  -  Médaille d'argent du 4 × 100 m nage libre mixte
  -  Médaille d'argent du 4 × 100 m 4 nages mixte
- Championnats d'Afrique de natation 2021 à Accra
  -  Médaille d'or du 100 m papillon
  -  Médaille d'or du 200 m 4 nages
  -  Médaille de bronze du 100 m brasse

### Jeux africains
- Jeux africains de 2023 à Accra
  -  Médaille d'or du 50 m brasse
  -  Médaille d'or du 200 m brasse
  -  Médaille d'or du 200 m quatre nages
  -  Médaille d'or du 400 m quatre nages
  -  Médaille d'argent du 100 m brasse
  -  Médaille de bronze du 4 × 200 mètres nage libre
  -  Médaille de bronze du 4 × 100 mètres quatre nages
  -  Médaille de bronze du 4 × 100 mètres nage libre mixte
  -  Médaille de bronze du 4 × 100 mètres quatre nages mixte
- Jeux africains de 2019 à Rabat
  -  Médaille d'or du 200 m papillon
  -  Médaille d'or du 200 m quatre nages
  -  Médaille de bronze du 4 × 100 mètres quatre nages

### Jeux méditerranéens
- Jeux méditerranéens de 2022 à Oran
  -  Médaille d'or sur 200 m 4 nages
  -  Médaille d'argent sur 100 m Papillon
  -  Médaille de bronze sur 200 m Papillon

### Championnats arabes
- Championnats arabes de natation 2023 à Abou Dabi
  -  Médaille d'or sur 200 m papillon
  -  Médaille d'or sur 200 m brasse
  -  Médaille d'or sur 200 m 4 nages
  -  Médaille d'or sur 400 m 4 nages
  -  Médaille d'or sur 4x100 m nage libre Mixte
  -  Médaille d'or sur 4x100 m 4 nages Mixte

- Championnats arabes de natation 2022 à Oran
  -  Médaille d'or sur 200 m papillon
  -  Médaille d'or sur 200 m brasse
  -  Médaille d'or sur 200 m 4 nages
  -  Médaille d'or sur 400 m 4 nages
  -  Médaille d'or sur 4x100 m 4 nages
  -  Médaille d'or sur 4x100 m nage libre Mixte
  -  Médaille d'argent sur  4x100 m 4 nages Mixte
  -  Médaille d'argent sur 4x100 m nage libre

- Championnats arabes de natation en petit bassin 2021 à Abou Dabi[10]
  -  Médaille d'or sur 400 m 4 nages
  -  Médaille d'or sur 200 m 4 nages
  -  Médaille d'or sur 100 m 4 nages
  -  Médaille d'or sur 200 m papillon

### Jeux panarabes
- Jeux panarabes 2023 en Algérie, épreuves de Natation à Oran (11 médailles d'or sur 11 épreuves)[11]
  -  Médaille d'or sur 400 m 4 nages
  -  Médaille d'or sur 200 m 4 nages
  -  Médaille d'or sur 200 m papillon
  -  Médaille d'or sur 100 m papillon
  -  Médaille d'or sur 50 m papillon
  -  Médaille d'or sur 50 m brasse
  -  Médaille d'or sur 4x100 m libre
  -  Médaille d'or sur 4x200 m libre
  -  Médaille d'or sur 4x100 m 4 nages
  -  Médaille d'or sur 4x100 libre mixte
  -  Médaille d'or sur 4x100 m 4 nages mixte.

## Polémique
Le 12 juillet 2023, le président de la Fédération algérienne de natation, Hakim Boughadou, est suspendu sur décision du ministre de la Jeunesse et des Sports. Sa suspension est liée à l'affaire de Jaouad Syoud, à qui il demande de voyager au Japon avec son passeport étranger pour représenter l'Algérie aux championnats du monde de natation.